# آواره‌های تهران
آواره‌های تهران فیلمی به کارگردانی و نویسندگی عزیزالله بهادری محصول سال ۱۳۴۷ است.

## خلاصه داستان
گروهی در جستجوی کتی هستند که در یکی از جیب‌هایش نقشه گنجی قرار دارد…

## بازیگران
- منصور سپهرنیا
- گرشا رئوفی
- محمد متوسلانی
- کتایون
- جمشید مهرداد
- مارینا متر
- مژگان
- محمدتقی کهنمویی
- علی زندی
- ولی‌الله مؤمنی
- حبیب‌اله بلور